# John Denver
John Denver, właśc. Henry John Deutschendorf Jr. (ur. 31 grudnia 1943 w Roswell, zm. 12 października 1997 w Pacific Grove) – amerykański piosenkarz muzyki country, folk i pop. Jego najbardziej znaną piosenką jest Take Me Home, Country Roads.

## Życiorys
Urodził się w rodzinie Henry'ego Johna Deutschendorfa Sr. (z pochodzenia Niemca) i Ermy Louise Swope (pochodzenia niemiecko-irlandzkiego). Jego ojciec był oficerem Air Force i instruktorem lotów. Pierwszy album wydał w 1969 roku, był to Rhymes and Reasons. W 1968 poślubił Ann Martell, której zadedykował jeden ze swoich największych hitów - Annie's song. Do 1971 mieszkali w Edina w stanie Minnesota, a następnie wyprowadzili się do Kalifornii. Adoptowali syna Zacharego i córkę Anne Kate. W 1976 roku publicznie popierał kandydaturę Jimmy'ego Cartera na prezydenta, z którym się wkrótce bliżej zaprzyjaźnił. Denver działał również charytatywnie m.in. na rzecz biednych, głodujących i chorych na AIDS. Publicznie krytykował prezydenturę Ronalda Reagana. Jego muzyka była często używana w filmach. Ostatnią płytę wydał w sierpniu 1997 roku.
Był pilotem hobbystą. Zginął w katastrofie lotniczej swojego samolotu Rutan Long-EZ nad Pacific Grove.

## Dyskografia

### Albumy
- Rhymes and Reasons (1969)
- Take Me to Tomorrow (1970)
- Whose Garden Was This? (1970)
- Poems, Prayers and Promises (1971)
- Aerie (1972)
- Rocky Mountain High (1972)
- Farewell Andromeda (1973)
- Back Home Again (1974)
- Windsong (1975)
- Spirit (1976)
- I Want to Live (1977)
- John Denver (1979)
- Autograph (1980)
- Some Days are Diamonds (1981)
- Seasons of the Heart (1982)
- It's About Time (1983)
- Dreamland Express (1985)
- One World (1986)
- Higher Ground (1989)
- Earth Songs (1990)
- The Flower That Shattered the Stone (1990)
- Different Directions (1991)
- All Aboard! (1997)

### Single
- "Take Me Home, Country Roads" (1971)
- "Friends with You" (1971)
- "Everyday" (1972)
- "Goodbye Again" (1972)
- "Rocky Mountain High" (1972)
- "I'd Rather Be a Cowboy" (1973)
- "Farewell Andromeda (Welcome to My Morning)" (1973)
- "Please, Daddy" (1973)
- "Sunshine on My Shoulders" (1974)
- "Annie's Song" (1974)
- "Back Home Again" (1974)
- "Sweet Surrender" (1974)
- "Thank God I'm a Country Boy" (1975)
- "I'm Sorry" (1975)
- "Calypso" (1975)
- "Fly Away" (1975)
- "Christmas for Cowboys" (1975)
- "Looking for Space" (1976)
- "It Makes Me Giggle" (1976)
- "Like a Sad Song" (1976)
- "Baby, You Look Good to Me Tonight" (1976)
- "My Sweet Lady" (1977)
- "How Can I Leave You Again" (1977)
- "It Amazes Me" (1978)
- "I Want to Live" (1978)
- "Downhill Stuff" (1979)
- "What's On Your Mind" (1979)
- "Sweet Melinda" (1979)
- "Garden Song" (1979)
- "Autograph" (1980)
- "Dancing with the Mountains" (1980)
- "Some Days Are Diamonds (Some Days Are Stone)" (1981)
- "The Cowboy and the Lady" (1981)
- "Perhaps Love" (1982)
- "Shanghai Breezes" (1982)
- "Seasons of the Heart" (1982)
- "Wild Montana Skies" (1983)
- "Love Again" (1984)
- "Don't Close Your Eyes, Tonight" (1985)
- "Dreamland Express" (1985)
- "Along for the Ride ('56 T-Bird)" (1986)
- "Country Girl in Paris" (1988)
- "And So It Goes" (1989)
- "For You" (1995)

### Kompilacje
- John Denver's Greatest Hits (1973)
- John Denver's Greatest Hits, Volume 2 (1977)
- John Denver's Greatest Hits, Volume 3 (1984)
- The Very Best of John Denver (1994)
- The Rocky Mountain Collection (1996)
- Reflections: Songs of Love & Life (1996)
- Celebration of Life (1997)
- Country Roads Collection (1997)
- The Best of John Denver (1998)
- Greatest Country Hits (1998)
- Songs for America (2002)
- The Essential John Denver (2004)
- A Song's Best Friend (2004)
- 16 Biggest Hits (2006)
- The Essential John Denver (2007)
- Playlist: The Very Best of John Denver (2008)